# Макгинли, Джиа
Джи́а Вирджи́ния Макги́нли (англ. Gia McGinley; 15 июня 1972 — 30 сентября 2011, Брюстер, Нью-Йорк, США) — американская актриса и художница.

## Биография
Джиа Вирджиния Макгинли родилась 15 июня 1972 года в семье Джеймса Макгинли и Мэделин Мацолла. Макгинли имела брата и сестру — Скотта Джеймса и Джеральдин.
Джиа получила степень бакалавра в Hampshire College и степень магистра в Новой школе в Нью-Йорке.
Джиа снялась в двух фильмах в 2004—2005 годах — в «Глиняном человеке» (реж. Раэль Такер, 2004, роль Виктории) и в «Сопереживании» (реж. Алек Такман, 2005, роль Анжелики). Макгинли была исполняющим членом « Elephant Theater Co.» в Голливуде и представителем «DDO Artists Agency» в Нью-Йорке и Лос-Анджелесе.
Джиа умерла в 39-летнем возрасте 30 сентября 2011 года в Брюстере (Нью-Йорк, США) от послеродовых осложнений. Новорожденный сын МакГинли, Самсон Джеймс Романелли, также скончался. Это был третий ребёнок женщины и её супруга Чарли Романелли, к моменту рождения Самсона у них уже было два сына — Натаниэль Скотт Романелли и Чарльз Томпсон Романелли.

## Фильмография
| Год  |   | Русское название | Оригинальное название | Роль     |
| ---- | - | ---------------- | --------------------- | -------- |
| 2004 | ф | Глиняный человек | The Clay Man          | Виктория |
| 2005 | ф | Сопереживание    | Empathy               | Анжелика |